# Liga Campionilor EHF Feminin 2015-2016
Liga Campionilor EHF Feminin 2015-16 a fost a 23-a ediție a Ligii Campionilor EHF Feminin, competiția celor mai bune cluburi de handbal feminin din Europa, organizată și supervizată de Federația Europeană de Handbal.

## Privire de ansamblu

### Repartizarea echipelor
14 echipe au fost calificate direct în faza grupelor. Alte 8 s-au înfruntat în două turnee de calificări, iar câștigătoarele celor două turnee au avansat în faza grupelor. Selectarea celor 8 echipe s-a făcut după cum urmează:
- campioanele Belarusului, Olandei, Serbiei și Turciei;
- vicecampioanele Danemarcei și Ungariei, țări care au avut dreptul la două echipe participante în sezonul 2015-2016 al Ligii Campionilor, conform coeficienților EHF;
- vicecampioanele Norvegiei și României, care au primit wild-card-uri.[2] Alte 5 echipe au solicitat wild-card, dar au fost refuzate de EHF: Lada Togliatti, Metz Handball, Vistal Gdynia, Muratpaşa Belediyesi SK și Indeco Conversano.[2]

| Faza grupelor                 | Faza grupelor                   | Faza grupelor                   | Faza grupelor                  |
| ----------------------------- | ------------------------------- | ------------------------------- | ------------------------------ |
| Hypo Niederösterreich (loc 1) | RK Podravka Koprivnica (loc 1)  | FC Midtjylland Håndbold (loc 1) | Fleury Loiret HB (loc 1)       |
| Thüringer HC (loc 1)          | FTC-Rail Cargo Hungaria (loc 1) | ŽRK Vardar (loc 1)              | ŽRK BudućnostDT (loc 1)        |
| Larvik HK (loc 1)             | SPR Lublin SSA (loc 1)          | CSM București (loc 1)           | Rostov-Don (loc 1)             |
| RK Krim (loc 1)               | IK Sävehof (loc 1)              |                                 |                                |
| Calificări                    |                                 |                                 |                                |
| Barajele de calificare        |                                 |                                 |                                |
| BNTU-BelAZ (loc 1)            | Team Esbjerg (loc 2)            | Győri Audi ETO KC (loc 2)       | SERCODAK Dalfsen (loc 1)       |
| Glassverket IF (loc 2)        | HCM Baia Mare (loc 2)           | RK Radnički Kragujevac (loc 1)  | Yenimahalle Belediyesi (loc 1) |

DT Deținătoarea titlului

## Etapa calificărilor
Opt echipe au luat parte la barajele de calificare. Ele au fost trase la sorți în două grupe de câte patru echipe, unde au jucat o semifinală și o finală sau un meci pentru locurile 3-4. Câștigătoarele barajelor de calificare s-au calificat în faza grupelor. Tragerea la sorți a avut loc pe 26 iunie 2015, în Viena, Austria.

### Distribuția
Pe data de 23 iunie 2015, EHF a anunțat distribuția celor opt echipe în cele patru urne.
| Urna 1                         | Urna a 2-a                   | Urna a 3-a                  | Urna a 4-a                                    |
| ------------------------------ | ---------------------------- | --------------------------- | --------------------------------------------- |
| Győri Audi ETO KC Team Esbjerg | Glassverket IF HCM Baia Mare | BNTU Minsk SERCODAK Dalfsen | RK Radnički Kragujevac Yenimahalle Belediyesi |

### Tragerea la sorți
Tragerea la sorți a celor două turnee de calificare a avut loc pe 26 iunie 2015 și a fost efectuată de Michael Wiederer, secretar general al EHF, împreună cu handbalista muntenegreană Majda Mehmedović.

### Turneul de calificare 1
|  | Semifinalele       | Semifinalele       |    |                    | Finala             | Finala |  |
|  |                    |                    |    |                    |                    |        |  |
|  | 12 septembrie 2015 |                    |    |                    |                    |        |  |
|  | Győri ETO KC       | 42                 |    |                    |                    |        |  |
|  | RK Kragujevac      | 13                 |    |                    |                    |        |  |
|  |                    |                    |    |                    |                    |        |  |
|  |                    |                    |    |                    | 13 septembrie 2015 |        |  |
|  |                    |                    |    |                    | Győri ETO KC       | 30     |  |
|  |                    | Glassverket IF     | 21 |                    |                    |        |  |
|  |                    |                    |    |                    |                    |        |  |
|  |                    |                    |    |                    |                    |        |  |
|  |                    |                    |    |                    | Locurile 3-4       |        |  |
|  | 12 septembrie 2015 | 12 septembrie 2015 |    | 13 septembrie 2015 | 13 septembrie 2015 |        |  |
|  | Glassverket IF     | 26                 |    | RK Kragujevac      | 17                 |        |  |
|  | SERCODAK           | 21                 |    |                    | SERCODAK           | 23     |  |

### Turneul de calificare 2
|  | Semifinalele       | Semifinalele       |    |                    | Finala             | Finala |  |
|  |                    |                    |    |                    |                    |        |  |
|  | 12 septembrie 2015 |                    |    |                    |                    |        |  |
|  | Team Esbjerg       | 32                 |    |                    |                    |        |  |
|  | Yenimahalle        | 28                 |    |                    |                    |        |  |
|  |                    |                    |    |                    |                    |        |  |
|  |                    |                    |    |                    | 13 septembrie 2015 |        |  |
|  |                    |                    |    |                    | Team Esbjerg       | 21     |  |
|  |                    | HCM Baia Mare      | 32 |                    |                    |        |  |
|  |                    |                    |    |                    |                    |        |  |
|  |                    |                    |    |                    |                    |        |  |
|  |                    |                    |    |                    | Locurile 3-4       |        |  |
|  | 12 septembrie 2015 | 12 septembrie 2015 |    | 13 septembrie 2015 | 13 septembrie 2015 |        |  |
|  | HCM Baia Mare      | 31                 |    | Yenimahalle        | 27                 |        |  |
|  | BNTU BelAz         | 21                 |    |                    | BNTU BelAz         | 31     |  |

## Faza grupelor

### Distribuția
Distribuția echipelor în urnele valorice a fost publicată pe 23 iunie 2015.
| Urna 1                                                                  | Urna a 2-a                                    | Urna a 3-a                                                | Urna a 4-a                                                                |
| ----------------------------------------------------------------------- | --------------------------------------------- | --------------------------------------------------------- | ------------------------------------------------------------------------- |
| FTC-Rail Cargo Hungaria ŽRK Budućnost Larvik HK FC Midtjylland Håndbold | ŽRK Vardar RK Krim CSM București Thüringer HC | Rostov-Don IK Sävehof Hypo Niederösterreich RK Koprivnica | Fleury Loiret Handball MKS Selgros Lublin Győri Audi ETO KC HCM Baia Mare |

### Tragerea la sorți
Tragerea la sorți a meciurilor din faza grupelor a avut loc pe 26 iunie 2015, în Viena, Austria. 16 echipe au fost implicate în acest proces, fiind împărțite în patru urne valorice de câte patru. Ele au fost trase la sorți în patru grupe de câte patru echipe, unde au jucat câte două meciuri una împotriva celeilalte, pe teren propriu și în deplasare, în total câte șase meciuri. Echipele clasate pe primele trei locuri în fiecare grupă au avansat în cele două grupe principale, de unde primele patru clasate din fiecare grupă s-au calificat apoi în fazele eliminatorii.
Tragerea la sorți a fost efectuată de Jean Brihault, președintele EHF, Michael Wiederer, secretarul general al EHF, și handbalista muntenegreană Radmila Petrović.
|  | Echipele calificate în grupele principale          |
|  | Echipele retrogradate în 16-zecimile Cupei Cupelor |

### Grupa A
| Echipa        | M | V | E | Î | GM  | GP  | G   | Pct |
| ------------- | - | - | - | - | --- | --- | --- | --- |
| Rostov-Don    | 6 | 6 | 0 | 0 | 173 | 148 | +25 | 12  |
| Larvik HK     | 6 | 4 | 0 | 2 | 173 | 153 | +20 | 8   |
| HCM Baia Mare | 6 | 2 | 0 | 4 | 165 | 162 | +3  | 4   |
| RK Krim       | 6 | 0 | 0 | 6 | 160 | 208 | −48 | 0   |

|            | HCM   | RKK   | LHK   | ROS   |
| ---------- | ----- | ----- | ----- | ----- |
| Baia Mare  | –     | 35-28 | 29-31 | 20-22 |
| RK Krim    | 27-33 | –     | 21-37 | 31-36 |
| Larvik HK  | 27-22 | 32-28 | –     | 21-27 |
| Rostov-Don | 27-26 | 35-25 | 26-25 | –     |

### Grupa B
| Echipa          | M | V | E | Î | GM  | GP  | G   | Pct |
| --------------- | - | - | - | - | --- | --- | --- | --- |
| Ferencvárosi TC | 6 | 5 | 1 | 0 | 181 | 146 | +35 | 11  |
| Fleury Loiret   | 6 | 2 | 3 | 1 | 144 | 149 | −5  | 7   |
| Thüringer HC    | 6 | 2 | 1 | 3 | 138 | 129 | +9  | 5   |
| RK Podravka     | 6 | 0 | 1 | 5 | 159 | 156 | +3  | 1   |

|               | FLE   | FTC   | POD   | THC   |
| ------------- | ----- | ----- | ----- | ----- |
| Fleury Loiret | –     | 28-28 | 19-17 | 27-21 |
| Ferencváros   | 36-23 | –     | 28-16 | 32-28 |
| RK Podravka   | 20-20 | 24-27 | –     | 21-27 |
| Thüringer HC  | 27-27 | 27-30 | 29-19 | –     |

### Grupa C
| Echipa         | M | V | E | Î | GM  | GP  | G   | Pct |
| -------------- | - | - | - | - | --- | --- | --- | --- |
| Győri ETO KC   | 6 | 4 | 1 | 1 | 164 | 134 | +30 | 9   |
| ŽRK Vardar     | 6 | 4 | 0 | 2 | 182 | 144 | +38 | 8   |
| FC Midtjylland | 6 | 3 | 1 | 2 | 153 | 149 | +4  | 7   |
| Hypo NÖ        | 6 | 0 | 0 | 6 | 135 | 207 | −72 | 0   |

|                | FCM   | GYŐ   | HYP   | VAR   |
| -------------- | ----- | ----- | ----- | ----- |
| FC Midtjylland | –     | 22-22 | 33-21 | 15-25 |
| Győri ETO KC   | 21-26 | –     | 37-16 | 28-27 |
| Hypo NÖ        | 27-33 | 21-29 | –     | 25-38 |
| ŽRK Vardar     | 33-24 | 22-27 | 37-25 | –     |

### Grupa D
| Echipa        | M | V | E | Î | GM  | GP  | G   | Pct |
| ------------- | - | - | - | - | --- | --- | --- | --- |
| ŽRK Budućnost | 6 | 5 | 1 | 0 | 169 | 131 | +38 | 11  |
| CSM București | 6 | 4 | 1 | 1 | 163 | 138 | +25 | 9   |
| IK Sävehof    | 6 | 2 | 0 | 4 | 138 | 158 | −20 | 4   |
| MKS Lublin    | 6 | 0 | 0 | 6 | 141 | 184 | −43 | 0   |

|               | CSM   | BUD   | LUB   | SÄV   |
| ------------- | ----- | ----- | ----- | ----- |
| CSM București | –     | 22-28 | 33-21 | 27-22 |
| ŽRK Budućnost | 23-23 | –     | 29-25 | 33-20 |
| MKS Lublin    | 27-30 | 23-31 | –     | 21-34 |
| IK Sävehof    | 17-28 | 18-25 | 27-24 | –     |

## Grupele principale
Echipele calificate
- Rostov-Don
- Larvik HK
- HCM Baia Mare
- FTC-Rail Cargo Hungaria
- Fleury Loiret HB
- Thüringer HC
- Győri Audi ETO KC
- ŽRK Vardar
- FC Midtjylland
- ŽRK Budućnost Podgorica
- CSM București
- IK Sävehof

|  | Echipele calificate în optimile de finală |
|  | Echipele eliminate din competiție         |

### Grupa 1
| Echipa          | M  | V | E | Î | GM  | GP  | G   | Pct |
| --------------- | -- | - | - | - | --- | --- | --- | --- |
| Rostov-Don      | 10 | 9 | 1 | 0 | 281 | 237 | +44 | 19  |
| Larvik HK       | 10 | 6 | 0 | 4 | 281 | 263 | +18 | 12  |
| Ferencvárosi TC | 10 | 5 | 2 | 3 | 282 | 272 | +10 | 12  |
| HCM Baia Mare   | 10 | 5 | 0 | 5 | 259 | 249 | +10 | 10  |
| Fleury Loiret   | 10 | 2 | 2 | 6 | 252 | 283 | −31 | 6   |
| Thüringer HC    | 10 | 0 | 1 | 9 | 244 | 297 | −53 | 1   |

|               | ROS   | FTC   | LHK   | HCM   | FLE   | THC   |
| ------------- | ----- | ----- | ----- | ----- | ----- | ----- |
| Rostov-Don    | –     | 23-21 | 26-25 | 27-26 | 38-21 | 30-24 |
| Ferencváros   | 29-29 | –     | 30-27 | 21-18 | 36-23 | 32-28 |
| Larvik HK     | 21-27 | 37-31 | –     | 27-22 | 26-31 | 28-19 |
| Baia Mare     | 20-22 | 32-24 | 29-31 | –     | 31-28 | 38-27 |
| Fleury Loiret | 22-27 | 28-28 | 28-31 | 17-18 | –     | 27-21 |
| Thüringer HC  | 28-32 | 27-30 | 20-28 | 27-27 | 23-25 | –     |

### Grupa a 2-a
| Echipa         | M  | V | E | Î | GM  | GP  | G   | Pct |
| -------------- | -- | - | - | - | --- | --- | --- | --- |
| ŽRK Budućnost  | 10 | 7 | 1 | 2 | 264 | 211 | +53 | 15  |
| Győri ETO KC   | 10 | 7 | 1 | 2 | 252 | 230 | +22 | 15  |
| ŽRK Vardar     | 10 | 7 | 0 | 3 | 270 | 246 | +24 | 14  |
| CSM București  | 10 | 4 | 1 | 5 | 242 | 239 | +3  | 9   |
| FC Midtjylland | 10 | 2 | 1 | 7 | 220 | 261 | −41 | 5   |
| IK Sävehof     | 10 | 1 | 0 | 9 | 225 | 286 | −61 | 2   |

|                | BUD   | CSM   | GYŐ   | VAR   | FCM   | SÄV   |
| -------------- | ----- | ----- | ----- | ----- | ----- | ----- |
| ŽRK Budućnost  | –     | 23-23 | 25-22 | 31-19 | 27-21 | 33-20 |
| CSM București  | 22-28 | –     | 22-24 | 25-30 | 24-22 | 27-22 |
| Győri ETO KC   | 22-20 | 28-22 | –     | 28-27 | 21-26 | 32-26 |
| ŽRK Vardar     | 26-24 | 22-21 | 22-27 | –     | 33-24 | 37-25 |
| FC Midtjylland | 18-28 | 23-28 | 22-22 | 15-25 | –     | 25-21 |
| IK Sävehof     | 18-25 | 17-28 | 18-26 | 26-29 | 32-24 | –     |

## Fazele eliminatorii
Primele patru echipe clasate din fiecare grupă principală au avansat în fazele eliminatorii. În sferturile de finală, echipele au jucat două meciuri, unul pe teren propriu și unul în deplasare, pentru a stabili cele patru formații ce vor evolua în Final Four, acolo unde s-a decis câștigătoarea competiției.
Echipele calificate
- FTC-Rail Cargo Hungaria
- Győri Audi ETO KC
- ŽRK Vardar
- ŽRK Budućnost Podgorica
- Larvik HK
- HCM Baia Mare
- CSM București
- Rostov-Don

### Sferturile de finală
Meciurile s-au jucat pe 31 martie–2 aprilie (turul) și 9–10 aprilie 2016 (returul).

#### Partidele
| Echipa #1       | Total   | Echipa #2               | Tur     | Retur   |
| --------------- | ------- | ----------------------- | ------- | ------- |
| Rostov-Don      | 53 – 55 | CSM București           | 25 - 26 | 28 - 29 |
| Larvik HK       | 48 – 70 | ŽRK Vardar              | 20 - 34 | 28 - 26 |
| Ferencvárosi TC | 41 – 71 | Győri Audi ETO KC       | 18 - 31 | 23 - 40 |
| HCM Baia Mare   | 49 – 61 | ŽRK Budućnost Podgorica | 24 - 29 | 25 - 32 |

### Final four
Formatul final cu patru echipe (Final four) a fost găzduit de Sala Sporturilor László Papp din Budapesta, Ungaria, pe 7 și 8 mai 2016.
|  | Semifinalele      | Semifinalele  |                   |    | Finala | Finala |
|  |                   |               |                   |    |        |        |
|  | 7 mai (15:15 CET) |               |                   |    |        |        |
|  |                   |               |                   |    |        |        |
|  | ŽRK Budućnost     | 20            |                   |    |        |        |
|  | ŽRK Budućnost     | 20            | 8 mai (17:45 CET) |    |        |        |
|  | Győri Audi ETO KC | 21            |                   |    |        |        |
|  | Győri Audi ETO KC | 21            | Győri Audi ETO KC | 26 |        |        |
|  | 7 mai (17:45 CET) |               | Győri Audi ETO KC | 26 |        |        |
|  |                   | CSM București | 29                |    |        |        |
|  | CSM București     | CSM București | 29                | 27 |        |        |
|  | CSM București     |               |                   | 27 |        |        |
|  | ŽRK Vardar        | 21            |                   |    |        |        |
|  | ŽRK Vardar        | 21            | Locurile 3-4      |    |        |        |
|  |                   |               |                   |    |        |        |
|  | 8 mai (15:15 CET) |               |                   |    |        |        |
|  |                   |               |                   |    |        |        |
|  | ŽRK Vardar        | 30            |                   |    |        |        |
|  | ŽRK Vardar        | 30            |                   |    |        |        |
|  | ŽRK Budućnost     | 28            |                   |    |        |        |

## Clasamentul marcatoarelor
Actualizat pe 8 mai 2016
| Poz. | Nume                      | Echipă        | Goluri |
| ---- | ------------------------- | ------------- | ------ |
| 1    | Isabelle Gulldén (SWE)    | CSM București | 108    |
| 2    | Ekaterina Ilina (RUS)     | Rostov-Don    | 97     |
| 3    | Cristina Neagu (ROU)      | ŽRK Budućnost | 94     |
| 4    | Nora Mørk (NOR)           | Larvik HK     | 93     |
| 5    | Allison Pineau (FRA)      | HCM Baia Mare | 89     |
| 6    | Katarina Bulatović (MNE)  | ŽRK Budućnost | 87     |
| 7    | Andrea Penezić (CRO)      | ŽRK Vardar    | 79     |
| 8    | Iulia Managarova (UKR)    | Rostov-Don    | 72     |
| 9    | Andrea Lekić (SRB)        | ŽRK Vardar    | 70     |
| 10   | Alexandrina Barbosa (ESP) | Fleury Loiret | 68     |